# Rundhagtorn
Rundhagtorn (Crataegus laevigata) är en taggig buske som gärna bildar snår vid skogsbryn. 

## Egenskaper
Hagtornens frukt liknar rönnens. Skillnaden är att hagtornar har en stenäpplefrukt genom att tjocka benhårda väggar bildas i rummen inne i äpplefrukten. 
Rundhagtorn har ganska styva och glansiga blad med korta, ofta avrundade flikar och dubbelsågad bladkant med något trubbiga sågtänder. Dess blomma har 2-3 stift och dess frukt innehåller 2 eller 3 stenar av oregelbunden form. Foderbladen är kortare och trubbigare än hos andra hagtornsarter. Detta syns allra bäst på frukten. 

## Förekomst
De vilda Crataegus-arterna går i Sverige inte nordligare än till Dalälven och håller sig mest i ekens närhet. I Svealand är de här och där vanliga på sydsidan av ekbackar, men sparsammare och mer lågväxta på nordsluttningar. I de sydligare landskapen kan de växa både i lövskogar, öppna fält, åkerkanter och på strandklippor. Som odlade, särskilt i häckar, är de mycket härdiga och tål att klippas hårt. I vilt tillstånd blir de små träd, några meter höga, med vacker form. Rundhagtorn liknar till form och förgrening närmast en ek i miniatyr, och den lilla trädkronan med sina tättsittande, djupt gröna, kullriga, skinande blad. Denna vackra grönska förhöjs lika mycket av de snövita kronbladen under försommaren som av de blodröda frukterna under senhösten. På öppna platser blir hagtorn inte högstammig, utan busklik.

## Användning
Rundhagtorns ved är mycket hård och seg. Den användes förr till redskap och detaljer som utsattes för hård förslitning, till exempel blocktrissor, skruvar och kugghjul.

### Medicinsk användning
Hagtorn är en av de mest studerade läkeväxterna och har en direkt inverkan på hjärtats muskelceller. Den verkar genom att öka blodflödet och är kramplösande på kranskärlen. Den har även en stark antioxidativ verkan som motverkar åderförkalkning. Använd växtdel är blommor och bär. Inga kända biverkningar föreligger.